# Strade provinciali della provincia di Perugia
La rete delle strade provinciali della provincia di Perugia è composta dalle seguenti strade:

## 100/1 - 106/1
| N°    | Denominazione                 | Percorso                                                            | KM Lunghezza |
| ----- | ----------------------------- | ------------------------------------------------------------------- | ------------ |
| 100/1 | DI PISTRINO                   | SS 3bis - San Giustino                                              | 1.17         |
| 100/2 | DI PISTRINO                   | E45 - SP 100/5 nei pressi di Villa Tiberi                           | 11.87        |
| 100/3 | DI PISTRINO                   | SP 100/2 - Confine provincia di Arezzo                              | 2.63         |
| 100/4 | DI PISTRINO                   | SP 100/2 - Citerna                                                  | 0.43         |
| 100/5 | DI PISTRINO                   | SP 100/2 nei pressi di Pistrino - SS 221 nei pressi di Villa Tiberi | 3.17         |
| 100/6 | DI PISTRINO                   | SP 100/5 - Cerbara                                                  | 4.52         |
| 101/1 | DI PIOSINA                    | Città di Castello - SS 221                                          | 2,60         |
| 101/2 | DI PIOSINA                    | SP 101/1 Piosina - Cerbara                                          | 2.00         |
| 102/1 | DI ROVIGLIANO                 | SS 221 nei pressi di Villa Mancini - SP 103/1 in località Buia      | 6,32         |
| 102/2 | DI ROVIGLIANO                 | SP 102/1 - Rovigliano                                               | 0,50         |
| 103/1 | DI MONTE SANTA MARIA TIBERINA | S.Secondo-Confine provincia                                         | 19,69        |
| 103/2 | DI MONTE SANTA MARIA TIBERINA | S.P.103/1- Centro abitato di Lippiano                               | 1,23         |
| 103/3 | DI MONTE SANTA MARIA TIBERINA | Centro abitato di città di Castello-SP103/1                         | 11,98        |
| 103/4 | DI MONTE SANTA MARIA TIBERINA | SP103/3-centro abitato M.S.M.Tiberina                               | 0,48         |
| 104/1 | DI MORRA                      | Trestina-Volterrano                                                 | 15,10        |
| 104/2 | DI MORRA                      | SP 104/1 loc. Bivio lugnano - SP 105/1 loc. Calzolaro.              | 5,35         |
| 105/1 | DI TRESTINA                   | C.di Castello                                                       | 19.01        |
| 105/2 | DI TRESTINA                   | SP 105/1 C/O Trestina - Abitato del Cornetto                        | 1,70         |
| 105/3 | DI TRESTINA                   | SP105/1 C/O Abitato di S.Leo Bastia - confine provincia di Arezzo   | 8,96         |
| 105/4 | DI TRESTINA                   | SP 105/3 C/O Panciano - S.Lorenzo a Rubbiano - Confine Prov. Arezzo | 2,93         |
| 106/1 | DELLA BAUCCA                  | S.P. 201 C/O Pietralunga - s.s.3 bis Città di Castello              | 22.71        |

## 140/1 - 143/2
| N°    | Denominazione       | Percorso                                                                 | KM Lunghezza |
| ----- | ------------------- | ------------------------------------------------------------------------ | ------------ |
| 140/1 | DI BANCHETTI        | S.S. 3 Bis- SP 105/1 In Loc. Banchetti                                   | 4.83         |
| 141/1 | DEI CAPPUCCINI      | S.S. 75 BIS C.A. Passignano sul Trasimeno - loc. Cerro                   | 3.20         |
| 142/1 | DI CASTEL RIGONE    | S.S. 3 BIS in loc. Umbertide - S.S. 75 BIS                               | 27.19        |
| 142/2 | DI CASTEL RIGONE    | SP 142/1 - Centro abitato di Preggio                                     | 2.90         |
| 142/3 | DI CASTEL RIGONE    | 142/2 Bivio di Preggio - confine provincia di Arezzo                     | 5,76         |
| 143/1 | DI LISCIANO NICCONE | SP 142/1 in località Trecine - inizio centro abitato di Lisciano Niccone | 11,60        |
| 143/2 | DI LISCIANO NICCONE | SS75 BIS in loc. Magione - SP 142/1 in loc. Castel Rigone                | 8,02         |

## 167/1 - 170/2
| N°      | Denominazione  | Percorso                                                    | KM Lunghezza |
| ------- | -------------- | ----------------------------------------------------------- | ------------ |
| 167/1   | DELLA TRINITA' | S.S. 75 BIS in loc. Olmo - SP.172/3                         | 6.73         |
| 168/1   | DI MONTECORNA  | SP. 170/2 - S.S.3 BIS                                       | 1.01         |
| 169/1   | DI PANTANO     | SP. 170/2 in loc. S.G.del Pantano - E45 in loc. Pierantonio | 7.93         |
| 170/1   | DI MAESTRELLO  | Perugia loc. San Marco - SP 170/2 C.A. Colle Umberto        | 7.61         |
| 170/2 R | DI MAESTRELLO  | San Giovanni Pantano - Bivio Colle Umberto                  | 5.96         |
| 170/2   | DI MAESTRELLO  | Umbertide - San Giovanni del Pantano                        | 13,42        |

## 171/1 - 175/2
| N°    | Denominazione          | Percorso                                                         | KM Lunghezza |
| ----- | ---------------------- | ---------------------------------------------------------------- | ------------ |
| 171/1 | DI COLLE DEL CARDINALE | SP 170/1 loc. colleumberto - SP 172/1 loc. Le Cupe di Mantignana | 6.35         |
| 172/1 | DI CORCIANO            | SP 170/1 in loc. ColleUmberto - SS 75 BIS                        | 6.76         |
| 172/2 | DI CORCIANO            | SP 172/1 in loc. Ponte Cupe - SP 172/3                           | 2,58         |
| 174/1 | DI PONTE FELCINO       | Strada Complanare Zona Industriale P. Felcino                    | 2.61         |
| 174/2 | DI PONTE FELCINO       | Centro abitato di Ponte Rio - E45 loc. Ponte Felcino             | 4,69         |
| 175/1 | DI BOSCO               | E45 loc. Ponte Felcino - E45 loc. Bosco                          | 1.92         |
| 175/2 | DI BOSCO               | SS 298 loc. Bosco - SS 3 bis loc. Resina                         | 7.88         |

## 199/1 - 210/1
| N°    | Denominazione     | Percorso                                                                          | KM Lunghezza |
| ----- | ----------------- | --------------------------------------------------------------------------------- | ------------ |
| 199/1 | DI BRACCONI       | SP 200/1 in località di Parnacciano - Confine con la provincia di Pesaro Urbino   | 4.55         |
| 200/1 | DI PARNACCIANO    | Bivio SS 73 BIS - centro abitato di Parnacciano                                   | 12.74        |
| 201/1 | DI PIETRALUNGA    | centro abitato di Umbertide - confine provincia Pesaro                            | 35.35        |
| 201/2 | DI PIETRALUNGA    | SP 201/1 in loc. S.Maria di Sette - SP 201/1 in loc. Tre Ponti                    | 7.62         |
| 201/3 | DI PIETRALUNGA    | SP 201/1 - Confine provincia Pesaro                                               | 10.47        |
| 201/4 | DI PIETRALUNGA    | SS 3 BIS - SP 201/2                                                               | 3.78         |
| 203/1 | DI UMBERTIDE      | centro abitato di Umbertide - loc. Case il Colle (tratto di San Benedetto)        | 4.30         |
| 203/2 | DI UMBERTIDE      | centro abitato di Umbertide - SS 219 (tratto di Coltronara)                       | 6.46         |
| 204/1 | DI NOGNA          | SS 219 - centro abitato di Pietralunga                                            | 13.33        |
| 205/1 | DI MOCAIANA       | SP 240/1 - SS 298 in loc Ponte d'Assi                                             | 2.72         |
| 205/2 | DI MOCAIANA       | SS 298 in loc Ponte d'Assi - SP 206/1                                             | 4.26         |
| 205/3 | DI MOCAIANA       | SP 206/1 - SS219 in loc. Mocaiana                                                 | 7.32         |
| 205/4 | DI MOCAIANA       | Mocaiana - innesto SP 204/1                                                       | 10.98        |
| 206/1 | DI MONTE LOVESCO  | SS 219 in loc. Fontanelle - SS 219 in loc. Molino di Camporeggiano                | 23.49        |
| 207/1 | DI CAICAMBIUCCI   | SS 219 in loc. Mocaiana - SP 208 in loc. Caicambucci                              | 14.64        |
| 208/1 | DI SAN BARTOLOMEO | SS 452 - SP 201/1                                                                 | 16.92        |
| 209/1 | DI SANT'UBALDO    | SS 298 - S. Ubaldo                                                                | 2.98         |
| 210/1 | DI SAN MARCO      | centro abitato di Gubbio (loc. Zoppacenere) - SS 219 (centro abitato di S. Marco) | 2.30         |

## 225/1 - 226/1
| N°    | Denominazione    | Percorso | KM Lunghezza |
| ----- | ---------------- | --- | ------------ |
| 225/1 | DI RANCANA       | Innesto sulla SS 3 in località Serra - Rancana - Innesto sulla SS 3 in località Villa Col dei Canali                                                   | 5,54         |
| 226/1 | DI ISOLA FOSSARA | Innesto sulla SS 360 nei pressi di Isola Fossara - Abbazia di Santa Maria di Sitria - confine con la provincia di Macerata (dove continua come SP 133) | 4.47         |

## 238/1 - 240/7
| N°    | Denominazione    | Percorso                                                                     | KM Lunghezza |
| ----- | ---------------- | ---------------------------------------------------------------------------- | ------------ |
| 238/1 | DI BORGO         | SS 3 in loc. Osteria del Gatto - SS 76                                       | 3.37         |
| 239/1 | DI VALSORDA      | centro abitato Gualdo Tadino - confine Provincia Ancona                      | 6.42         |
| 240/1 | DI CASA CASTALDA | SS 219 nei pressi di Stazione di Padule - SS 318 nei pressi di Casa Castalda | 19.19        |
| 240/2 | DI CASA CASTALDA | SS 219 - SP 240/1                                                            | 0.30         |
| 240/3 | DI CASA CASTALDA | Variante in loc. Carbonesca                                                  | 0,27         |
| 240/4 | DI CASA CASTALDA | Variante in loc. Pian di Tetto                                               | 0.70         |
| 240/5 | DI CASA CASTALDA | SS 318 in loc. Casacastalda - SS 444                                         | 8.90         |
| 240/6 | DI CASA CASTALDA | SS 240/6 in loc Valfabbrica - SP 240/5                                       | 6.30         |
| 240/7 | DI CASA CASTALDA | SS 444 in loc. Osteria Morano                                                | 6.68         |

## 241/1 - 250/1
| N°     | Denominazione           | Percorso | KM Lunghezza |
| ------ | ----------------------- | --- | ------------ |
| 241/1  | DI FOSSATO DI VICO      | SP 238/1 - centro abitato di San Martino                                                                          | 0.89         |
| 241/2  | DI FOSSATO DI VICO      | SP 238/1 - SP 241/1 in loc. S. Martino                                                                            | 1.69         |
| 241/3  | DI FOSSATO DI VICO      | SS 219 in loc. S. Lorenzo - SS 3 in loc. Colle (tratto di Colbassano)                                             | 3.43         |
| 241/4  | DI FOSSATO DI VICO      | SP 241/2 - SS3 in loc Palazzolo                                                                                   | 1.57         |
| 241/5  | DI FOSSATO DI VICO      | SS 219 in loc. S.Lorenzo - SS 3 in loc. Casale                                                                    | 3.95         |
| 242/1  | DI SAN PELLEGRINO       | SP 241/5 loc. Borgo Sant'Antonio                                                                                  | 8.75         |
| 243/1  | DI PIEVE COMPRESSETO    | Innesto sulla SS 444 nei pressi di Gualdo Tadino - Piagge - Poggio Sant'Ercolano - Cugiano - Innesto sulla SP 245 | 11,7         |
| 244/1  | DI MONTE CUCCO          | SS 3 in loc Sigillo - loc Pian di Monte                                                                           | 9.24         |
| 245/1  | DI SCHIFANOIA           | SS 318 nei pressi di Schifanoia - SS 344 in località Cerqueto                                                     | 6.90         |
| 246/1  | DI PICCIONE             | SS 318 nei pressi di Pianello - SS 298 nei pressi di Piccione                                                     | 5.60         |
| 246/2  | DI PICCIONE             | SP 175/2 - SS 298                                                                                                 | 4.45         |
| 247/1  | DI SANT' EGIDIO         | E45 nei presi di Lidarno - SS 318                                                                                 | 4.74         |
| 247/3  | DI SANT' EGIDIO         | Innesto sulla SS 147 - intersezione SS 75                                                                         | 0.240        |
| 247/4  | DI SANT' EGIDIO         | Innesto sulla SP 247/5 - intersezione sulla SP 247/1                                                              | 0.82         |
| 247/5  | DI SANT' EGIDIO         | SP 248/1 nei pressi di Petrignano - Stabilimento Colussi                                                          | 1.43         |
| 247/5R | DI SANT' EGIDIO         | Ingresso Aeroporto di Perugia - Stabilimento Colussi                                                              | 3.86         |
| 247/6  | DI SANT' EGIDIO         | SS 75 - Bastia Umbra                                                                                              | 2.11         |
| 248/1  | DI PETRIGNANO D'ASSISI  | SS 147 in località Ponte San Vetturino - SS 318 in località Colonetta                                             | 10.56        |
| 248/2  | DI PETRIGNANO D'ASSISI  | Innesto sulla SP 248/1 nei pressi di Tordibetto - Bastia                                                          | 1.47         |
| 248/3  | DI PETRIGNANO D' ASSISI | SP 247/5 in loc. Petrignano - Ss 75 in loc. Bastiola                                                              | 2.51         |
| 249/1  | DI SPELLO               | SS 444 - centro abitato di Spello                                                                                 | 21.74        |
| 249/2  | DI SPELLO               | SP 253/1 in loc. Valtopina - SP 249/1 in loc Copernieri                                                           | 5.71         |
| 250/1  | DI ROCCA S. ANGELO      | SP 248/1 - SS 318 in loc Pianello                                                                                 | 5.10         |

## 251/1 - 253/1
| N°    | Denominazione         | Percorso | KM Lunghezza |
| ----- | --------------------- | --- | ------------ |
| 251/1 | S. BENEDETTO          | SS 147 nei pressi di Assisi - SS 444 nei pressi di Assisi | 11.65        |
| 252/1 | FRATTICIOLA SELVATICA | SP 246/1 nei pressi di Piccione - SS 298 | 11.29        |
| 253/1 | VALTOPINA             | Ponte sul Fosso della Ghianda - Valtopina - Svincolo SS 3 nei pressi Capanacce di Nocera Umbra (Vecchio percorso della via Flaminia declassato dopo la costruzione della variante) | 6.35         |

## 270/1 - 273/1
| N°    | Denominazione | Percorso                                                       | KM Lunghezza |
| ----- | ------------- | -------------------------------------------------------------- | ------------ |
| 270/1 | VOLTOLE       | SS 444 - Strada Vicinale Palombara nei pressi Gualdo Tadino    | 7.55         |
| 271/1 | MOLINE        | SS 3 nei pressi di Colle di Nocera - SS 444                    | 8.45         |
| 272/1 | MONTE ALAGO   | Molinaccio - Confine provincia Macerata                        | 0.86         |
| 272/2 | MONTE ALAGO   | SS 3 - Molinaccio                                              | 15.25        |
| 273/1 | CASALUNA      | SP 272/2 nei pressi Termine - SP 272/2 nei pressi Capo D'acqua | 5.82         |

## 300/1 - 309/2
| N°    | Denominazione         | Percorso | KM Lunghezza |
| ----- | --------------------- | --- | ------------ |
| 300/1 | PORTO                 | Sottopasso FF.SS. C/O Castiglione - confine con la provincia di Siena (dove continua come SP 50/8)                                 | 11.71        |
| 300/2 | PORTO                 | SP 300/1 - SP 301/1 | 1.71         |
| 301/1 | POZZUOLO              | Bivio Villastrada - SS 454 nei pressi di Pozzuolo                                                                                  | 13,92        |
| 301/2 | POZZUOLO              | Cimbano - Confine provincia di Siena                                                                                               | 3,93         |
| 301/3 | POZZUOLO              | Villastrada - Cimbano | 1,10         |
| 302/1 | PETRIGNANO DEL LAGO   | SS 454 in località Pozzuolo - Confine provincia Siena                                                                              | 3,88         |
| 302/2 | PETRIGNANO DEL LAGO   | SS 71 - Petrignano del Lago | 7,60         |
| 303/1 | ROMEA                 | SS 599 in località Mirabella - SS 71 in località Pucciarelli                                                                       | 4,70         |
| 304/1 | LOPI                  | S. Fatucchio - SP 301/1 località Lopi                                                                                              | 8,38         |
| 305/1 | CERASETTO             | Panicale - Paciano | 2,63         |
| 306/1 | CASTIGLIONE DEL LAGO  | SS 220 nei pressi di Tavernelle - SS 71 San Fatucchio                                                                              | 11.78        |
| 306/2 | CASTIGLIONE DEL LAGO  | SP 306/1 nei pressi Olmini - SP 310/1 nei pressi di Fuccello                                                                       | 0.37         |
| 307/1 | DI PIEGARO            | SS 220 nei pressi di Piegaro - Confine con la provincia di Terni                                                                   | 7.49         |
| 307/2 | DI PIEGARO            | SP 307/1 - Confine con la provincia di Terni                                                                                       | 0.86         |
| 308/1 | DI CITTA' DELLA PIEVE | SS 71 - SP 308/2 | 0.39         |
| 308/2 | DI CITTA' DELLA PIEVE | SS 71 - Confine con la provincia di Siena                                                                                          | 9.01         |
| 308/3 | DI CITTA' DELLA PIEVE | Confine con la provincia di Siena nei pressi di Chiusi - Ponticelli - Confine con la provincia di Terni (dove continua come SP 54) | 10.42        |
| 309/1 | DI MOIANO             | SS 71 nei pressi di Moiano - SS 220 nei pressi di Piegaro                                                                          | 8.89         |
| 309/2 | DI MOIANO             | SP 309/1 - Città della Pieve | 4.07         |

## 310/1 - 319/1
| N°    | Denominazione       | Percorso                                                                     | KM Lunghezza |
| ----- | ------------------- | ---------------------------------------------------------------------------- | ------------ |
| 310/1 | DI PACIANO          | SP 306/1 nei pressi di Panicale - SS 71 nei pressi di Poderaccio Basso       | 10.43        |
| 310/2 | DI PACIANO          | SP 310/1 loc. Peschiera - SS71 loc. muffa (tratto Collevarche)               | 3.49         |
| 310/3 | DI PACIANO          | SS 220 - SP 310/1 loc. Panicale 8tratto Missiano)                            | 5.78         |
| 311/1 | DI MARANZANO        | SR 71 loc. moiano - SR 71 loc. Città della Pieve                             | 5.86         |
| 313/1 | DI TORRICELLA       | SS 75 BIS loc. Montecolognola - SP 316/1 loc Torricella                      | 1.20         |
| 314/1 | DI MONTE DEL LAGO   | SS 75 BIS loc. Montecolognola - SP 316/1 loc. Monte del Lago                 | 3.15         |
| 315/1 | DI MUGNANO          | SP 340/1 loc. Castiglion della Valle - SS 599                                | 10.50        |
| 315/2 | DI MUGNANO          | SP 315/1 loc. Mugnano - SS 220 loc Fontignano                                | 5.04         |
| 316/1 | DI S. FELICIANO     | SS 599 loc. S.Savino - SS 75 BIS loc. Torricella                             | 9.80         |
| 316/2 | DI SAN FELICIANO    | SS 599 - SP 316/1 loc. Emissario                                             | 1.49         |
| 317/1 | DI AGELLO           | SS75 BIS loc. Ellera - SS220 loc. Ponte Forcione                             | 11.54        |
| 318/1 | DI CASTEL DEL PIANO | SS 317 S.Martino in Colle - E45 loc. S.Martino in Campo                      | 4.25         |
| 318/2 | DI CASTEL DEL PIANO | SS 75 BIS Ellera - bivio SR 220 Strozzacapponi                               | 3.01         |
| 318/3 | DI CASTEL DEL PIANO | Raccordo SS 3 bis loc. Madonna del Piano - SP318/1 loc. San Martino in Campo | 2.96         |
| 318/4 | DI CASTEL DEL PIANO | SS 220 - SS 317 loc. S.Martino in Colle                                      | 7.84         |
| 319/1 | DI MONTEMELINO      | SS75 BIS loc Terrioli - SS 599 loc. Magione                                  | 8.81         |

## 320/1 - 321/1
| N°    | Denominazione       | Percorso                                                                                | KM Lunghezza |
| ----- | ------------------- | --------------------------------------------------------------------------------------- | ------------ |
| 320/1 | DELLE DUE MADONNE   | SP 317/1 - SS 220 nei pressi di Castel del Piano                                        | 3.91         |
| 321/1 | DI PILONICO MATERNO | SP 315/1 nei pressi di Castiglion della Valle - SP 318/4 nei pressi di Castel del Piano | 6.75         |

## 340/1 - 344/3
| N°    | Denominazione | Percorso                                                               | KM Lunghezza |
| ----- | ------------- | ---------------------------------------------------------------------- | ------------ |
| 340/1 | DI SPINA      | SS 317 loc. Cerqueto - SS 220 loc. Osteria Vecchia                     | 16.67        |
| 340/2 | DI SPINA      | SP340/1 - Confine provincia di Terni loc Mignano                       | 3.01         |
| 340/3 | DI SPINA      | SS 220 loc. Acquaiola - SP 340/2 loc. Mercatello                       | 10.21        |
| 344/1 | DI PILA       | Centro abitato di Pila - SP 340/1                                      | 7.48         |
| 344/2 | DI PILA       | SC S.Andrea delle Fratte - SP 344/1 loc. Case Nuove Ponte della Pietra | 1.77         |
| 344/3 | DI PILA       | SC Settevalli - SS 317                                                 | 2.43         |

## 373/1 - 379/2
| N°    | Denominazione             | Percorso                                                                             | KM Lunghezza |
| ----- | ------------------------- | ------------------------------------------------------------------------------------ | ------------ |
| 373/1 | DI MONTECASTELLO DI VIBIO | SS 397 in località Madonna del Piano - SP 373/3 nei pressi di Montecastello di Vibio | 3.90         |
| 373/2 | DI MONTECASTELLO DI VIBIO | Stazione Fratta Todina - SS 397                                                      | 0.73         |
| 373/3 | DI MONTECASTELLO DI VIBIO | SS 79 BIS - SP 373/1 loc. Montecastello di Vibio                                     | 11.18        |
| 374/1 | DI FRATTA TODINA          | SS 397 loc. Fratta Todina - confine Provincia di Terni                               | 4.68         |
| 375/1 | DI MARSCIANO              | SP318/1 loc. San Martino in Campo - Centro abitato Marsciano                         | 14.10        |
| 375/2 | DI MARSCIANO              | SP 375/1 loc. S.Nicolò di Celle - SP 400/2 loc. S.Valentino                          | 4.35         |
| 375/3 | DI MARSCIANO              | SS 317 - SP 375/1                                                                    | 4.04         |
| 375/4 | DI MARSCIANO / var. Cerro | E45 - Zona Ind. Marsciano                                                            | 3.78         |
| 375/5 | DI MARSCIANO / var. Cerro | Zona ind. Marsciano -- SS 397                                                        | 1.23         |
| 375/6 | DI MARSCIANO              | SP 383/1 loc. Collepepe - SP 375/4                                                   | 1.12         |
| 378/1 | DI S. DAMIANO             | E/45 - SP 382/1 in loc Todi                                                          | 1.30         |
| 379/1 | DI MONTENERO              | SP 382/1 loc. Todi - confine provincia Terni                                         | 11.55        |
| 379/2 | DI MONTENERO              | SP 379/1 - Stazione di Pontenaia                                                     | 0.16         |

## 380/1R - 385/1
| N°      | Denominazione         | Percorso                                             | KM Lunghezza |
| ------- | --------------------- | ---------------------------------------------------- | ------------ |
| 380/1 R | DI PONTEMARTINO       | SS 79 BIS loc Todi - SP 381/1 loc. piè di Mezzo      | 8.59         |
| 380/1   | DI PONTEMARTINO       | SP 380/1R Loc. Piè di Mezzo- confine provincia Terni | 2.90         |
| 380/2   | DI PONTEMARTINO       | SP 380/1R loc. ponte Naia - SS 448                   | 3.55         |
| 380/3   | DI PONTEMARTINO       | SS 448 - confine provincia di Terni                  | 8.06         |
| 381/1   | DI CAMERATA           | SP 380/1R - confine provincia Terni                  | 8.55         |
| 382/1   | DI TODI (ex tiberina) | SP 378/1 loc. Todi - SP 414/1 loc. Colvalenza        | 5.74         |
| 383/1   | DI PANTALLA           | SP 421/1 loc. Collepepe - SS 397                     | 11.87        |
| 384/1   | DI ILCI               | E45 loc. Ponte Rio di Todi - SP 383/1 loc. Pantalla  | 10.25        |
| 384/2   | DI ILCI               | SP 383/1 - SP 384/1                                  | 0.67         |
| 385/1   | DI LORETO             | SP 417/1 - SP 421/1 nei pressi di Grutti             | 4.97         |

## 400/1 - 409/1
| N°    | Denominazione          | Percorso                                                                | KM Lunghezza |
| ----- | ---------------------- | ----------------------------------------------------------------------- | ------------ |
| 400/1 | DI TORGIANO            | Centro abitato di Bastia - SP 403/1 loc. Torgiano                       | 6.77         |
| 400/2 | DI TORGIANO            | SP 403/1 nei pressi di Torgiano - SP 375 località Pontenuovo            | 2,65         |
| 401/1 | DI PONTE SAN GIOVANNI  | SP 403/1 nei pressi di Torgiano - Bivio SS 3 Bis nei pressi di Ferriera | 7,00         |
| 401/2 | DI PONTE SAN GIOVANNI  | SP 401/1 nei pressi di Ferriera - SP 400/1 nei pressi di Torgiano       | 7,54         |
| 402/1 | DELLE CINQUE QUERCE    | Bettona - Deruta                                                        | 5,62         |
| 403/1 | DI BEVAGNA             | SP 318/1 - SR 316 loc. Bevagna                                          | 22.71        |
| 403/2 | DI BEVAGNA             | centro abitato di Bettona - centro abitato di Passaggio di Bettona      | 2.54         |
| 403/3 | DI BEVAGNA             | SP 403/1 loc. Colle di Bettona - centro abitato di Bettona              | 1.98         |
| 404/1 | DI COSTANO             | Bastia Umbra - SP 403/1 nei pressi di Passaggio di Bettona              | 4.46         |
| 404/2 | DI COSTANO             | SS 75 loc S.M.degli Angeli - SP 404/1 loc. Costano                      | 1.50         |
| 404/3 | DI COSTANO             | SP 400/1 - SP 404/1 loc. Costano                                        | 3.50         |
| 408/1 | DI TORDANDREA          | SS75 loc. S.M. degli Angeli - SP 403/1                                  | 5.61         |
| 409/1 | DI MADONNA DELLA VALLE | SP 422 loc. Gualdo Cattaneo - SP 403/1 loc Cantalupo                    | 11.01        |

## 410/1 - 419/1
| N°      | Denominazione   | Percorso                                                                 | KM Lunghezza |
| ------- | --------------- | ------------------------------------------------------------------------ | ------------ |
| 410/1   | DI CANNARA      | SP 403/1 loc Campofondo - SS 75 loc. S.M.degli Angeli                    | 9.12         |
| 410/2   | DI CANNARA      | SP 410/1 loc Cannara - SS75 loc. Capitan Loreto                          | 5.30         |
| 410/3   | DI CANNARA      | 410/2 loc Cannara - centro abitato Spello                                | 8.70         |
| 412/1   | DI COLLEMANCIO  | SP 410/1 loc. Cannara- Collemancio, Centro abitato di POMONTE - SP 415/1 | 17.04        |
| 413/1   | DI PODERUCCIO   | SS 316 loc. Bastardo - SP 423/1 loc. Marcellano                          | 4.04         |
| 414/1 R | DI COLLEVALENZA | SS 316 loc. Bastardo - SP 418/2                                          | 5.50         |
| 414/1   | DI COLLEVALENZA | SP 418/2 - E 45 loc. Collevalenza                                        | 14.54        |
| 414/2   | DI COLLEVALENZA | SS 316 loc. Massa Martana - SP 414/1 loc. Roccolo                        | 2.94         |
| 414/3   | DI COLLEVALENZA | SS 316 - SP 414/1                                                        | 3.83         |
| 414/4   | DI COLLEVALENZA | SP 414/1 loc. Collevalenza - confine provincia di Terni                  | 3.73         |
| 415/1   | DI PONTE FERRO  | E 45 loc. Carceri - SS 316 loc. Cavallara                                | 16.59        |
| 416/1   | DI MEZZANELLI   | SS 316 - E45                                                             | 5.65         |
| 417/1   | DI FRONTIGNANO  | SC Badoglie - SP421/1 S.Terenziano                                       | 8.28         |
| 418/1 R | DI DUESANTI     | SP 418/2 - E45 nei pressi di Ponte Rio di Todi                           | 8.38         |
| 418/1   | DI DUESANTI     | SP421/1 loc Castelvecchio - innesto SP 418/2                             | 1.50         |
| 418/2   | DI DUESANTI     | SP414/1R - SP418/1R                                                      | 2.78         |
| 419/1   | DI CASALALTA    | Centro Abitato Deruta - bivio SP 415/1                                   | 13.00        |

## 420/1 - 425/1
| N°    | Denominazione      | Percorso                                                                     | KM Lunghezza |
| ----- | ------------------ | ---------------------------------------------------------------------------- | ------------ |
| 420/1 | DI ACQUASPARTA     | Confine provincia Terni loc. Fiorelli - Confine Provincia Terni loc. Ferrino | 4.34         |
| 421/1 | DI COLLAZZONE      | SP 421/5 loc. Collepepe - SS 316                                             | 22.34        |
| 421/2 | DI COLLAZZONE      | SP 414/1 - SP 421/4 loc. Viepri                                              | 1.11         |
| 421/3 | DI COLLAZZONE      | SP 421/1 loc Toscella - SP 383/1 loc. Pantalla                               | 5.04         |
| 421/4 | DI COLLAZZONE      | SP 421/1 - SS 316                                                            | 2.64         |
| 421/5 | DI COLLAZZONE      | SP 421/1 loc. Collepepe - SP 415/1 loc. Carceri                              | 0.82         |
| 422/1 | DI GUALDO CATTANEO | SP 415/1 loc. Ponte di Ferro - SS 316                                        | 9.51         |
| 423/1 | DI S.TERENZIANO    | SP 415/1 loc. Ponte di Ferro - SP 421/1 loc. S. Terenziano                   | 9.73         |
| 423/2 | DI S. TERENZIANO   | SP 414/1 loc. Le Torri - SP 423/1 loc. S. Terenziano                         | 4.59         |
| 425/1 | DI TREVI           | SS 3 loc. Trevi - SP 425/2                                                   | 2.87         |

## 439/1 - 440/1
| N°    | Denominazione | Percorso                                                            | KM Lunghezza |
| ----- | ------------- | ------------------------------------------------------------------- | ------------ |
| 439/1 | DI BAGNARA    | SS 361 loc Bagnara - SP 440/1 loc collecroce                        | 4.62         |
| 440/1 | DI ANNIFO     | SS 361 in località Case Basse - Annifo - Colfiorito - innesto SS 77 | 17.72        |

## 441/1 - 449/2
| N°    | Denominazione        | Percorso                                                  | KM Lunghezza |
| ----- | -------------------- | --------------------------------------------------------- | ------------ |
| 441/1 | DI POLVERINO         | SS 77 loc Cifo - confine Macerata - SS 77 loc. Colfiorito | 10.07        |
| 441/2 | DI POLVERINO         | SP 441/1 - confine provincia Macerata                     | 0.56         |
| 442/1 | GUALDO CATTANEO      | SP 415/1 loc. Ponte di Ferro                              | 9.51         |
| 443/1 | DI GAGLIOLI          | SS 316 loc Bevagna - SP 444/1 loc. Montepennino           | 3.52         |
| 443/2 | DI CAGLIOLI          | SS 316 loc Bevagna - SP 422/1 loc Villa del Marchese      | 6.14         |
| 444/1 | DI MONTEFALCO        | centro abitato Foligno - SP 445/1 loc. Montefalco         | 7.76         |
| 445/1 | DI MADONNA d. STELLA | SS 316 loc S.Marco - SP 477/1 loc. Madonna della Stella   | 12.00        |
| 446/1 | DI MONTE IMPERIALE   | SP 451/1 loc. Bivio Moscardini - SP 445/1 loc. Cerrete    | 4.47         |
| 447/1 | DI CANNAIOLA         | SP 451/1 loc. Mercatello - centro abitato Borgo Trevi     | 7.14         |
| 448/1 | DI S. LORENZO        | SP 475/1 loc. Castel S. Giovanni - SS3 loc. Faustana      | 4.42         |
| 449/1 | DI S: ERACLIO        | centro abitato di Foligno                                 | 1.45         |
| 449/2 | DI S. ERACLIO        | centro abitato Foligno - SS3                              | 5.22         |

## 451/1 - 460/4
| N°    | Denominazione        | Percorso                                                            | KM Lunghezza |
| ----- | -------------------- | ------------------------------------------------------------------- | ------------ |
| 451/1 | DI LA BRUNA          | SS 316 loc. Bastardo - centro abitato di Spoleto                    | 21.03        |
| 452/1 | DI GIANO DELL'UMBRIA | SS 316 - SP 451/1                                                   | 11.00        |
| 452/2 | DI GIANO DELL'UMBRIA | SS 316 - SP 452/1 loc. Formicaio                                    | 4.38         |
| 452/3 | DI GIANO DELL'UMBRIA | SS 316 loc. Bastardo - SP 452/1                                     | 4.05         |
| 453/1 | DI C.RITALDI         | SP 451/1 loc. bivio Moscardini - SP 451/1 loc. Bruna                | 10.17        |
| 453/2 | DI CASTEL RITALDI    | SP 451/1 zona industriale di Castel Ritaldi - SP 453/1              | 1.09         |
| 455/1 | DI M.MARTANO/ 2      | SP 452/1 - SS 316 loc. Massa Martana                                | 15.85        |
| 455/2 | DI M MARTANO /2      | SP 455/1 - Rifugio di S. Gaspare                                    | 0.24         |
| 457/1 | DI BEROIDE           | SP 451/1 - SS3 loc. Campello                                        | 7.85         |
| 457/2 | DI BEROIDE           | SP 457/1 confine comune di Spoleto (ex sc della Morella)            | 7.85         |
| 458/1 | DI PETTINO           | SS 3 loc. Campello - SS 319                                         | 25.44        |
| 458/2 | DI PETTINO           | SS3 - SP 458/1 centro abitato Campello                              | 1.30         |
| 458/3 | DI PETTINO           | SS3 (STAZIONE CAMPELLO) - SP 457/1                                  | 0.83         |
| 458/4 | DI PETTINO           | Via Verdi (zona industriale Settecamini)                            | 0.58         |
| 458/5 | DI PETTINO           | Via Gradassi (loc. Settecamini)                                     | 0.30         |
| 459/1 | DI PASSO SPINA       | SS3 loc. Fabreria - SS 319 loc. S. Lazzaro                          | 20.65        |
| 460/1 | DI MONTE MARTANO     | SP 451/1 centro abitato Spoleto - SP 451/1 loc. Bruna di C. Ritaldi | 12.40        |
| 460/2 | DI MONTEMARTANO      | SS 418 loc. Baiano - SP 460/1                                       | 18.97        |
| 460/3 | DI MONTEMARTANO      | SP 460/1 loc. Uncinano - SP 460/2 loc. S.Martino in Trignano        | 3.59         |
| 460/4 | DI MONTEMARTANO      | SP 460/2 - SP 455/1 di Montemartano                                 | 4.30         |

## 462/1 - 469/1
| N°    | Denominazione        | Percorso                                                                   | KM Lunghezza |
| ----- | -------------------- | -------------------------------------------------------------------------- | ------------ |
| 462/1 | MONTELUCO            | SS 3 - Monteluco                                                           | 7.35         |
| 463/1 | VALLOCCHIA           | SS 395 - Vallocchia                                                        | 4.82         |
| 464/1 | MONTEBIBICO          | SS 3 - Montebibico                                                         | 5.58         |
| 465/1 | DI MEGGIANO          | SS 319 nei pressi di Sargano - SS 209 nei pressi di Triponzo               | 5.50         |
| 465/2 | DI MEGGIANO          | SS 395 nei pressi di Grotti - SS 319                                       | 19,70        |
| 465/3 | DI MEGGIANO          | SS 319 nei pressi di Ponte del Piano - SP 465/2 nei pressi di Colle Soglio | 3,99         |
| 466/1 | DI SELLANO           | SS 319 - Sellano - Montesanto - Confine provincia di Macerata              | 13,00        |
| 467/1 | DI VALLE SAN MARTINO | SS 3 - Valle San Martino                                                   | 2,53         |
| 468/1 | DI ANCAIANO          | SS 3 - Confine provincia di Terni                                          | 13,05        |
| 469/1 | DI COLLE COMPRATO    | Ex SS 209 nei pressi di Castel S. Felice - SS 395                          | 2,60         |

## 470/1 - 479/1
| N°    | Denominazione             | Percorso | KM Lunghezza |
| ----- | ------------------------- | --- | ------------ |
| 470/1 | DI POGGIODOMO             | SS 471 nei pressi di Ruscio - Monteleone di Spoleto - Usigni - Poggiodomo - Rocchetta - innesto sulla ex SS 209 a Borgo Cerreto                                                   | 31,80        |
| 471/1 | DI S. ANATOLIA DI NARCO   | Innesto sulla Ex SS 209 - SP 470/1 | 19,05        |
| 472/1 | DI VALLO DI NERA          | EX SS 209 - SP 472/2 nei pressi di Vallo di Nera | 2.35         |
| 472/2 | DI VALLO DI NERA          | Vallo di Nera - SP 470/1 | 16.65        |
| 473/1 | DI MALTIGNANO             | Innesto sulla SP 474/1 nei pressi di Padule - Maltignano - innesto sulla SP 476/1 nei pressi di Civita di Cascia                                                                  | 9.98         |
| 474/1 | DI CASCIA                 | Innesto sulla SS 320 nei pressi di Cascia - Trognano - Confine con la provincia di Rieti (dove continua come SP 11C verso Terzone di Leonessa)                                    | 15.85        |
| 474/2 | DI CASCIA                 | Innesto sulla SP 474/1 nei pressi di Cascia - Palmaiolo - Colforcella - Avendita - Aliena - Agriano - Ospedaletto - Innesto sulla SS 685 nei pressi di Norcia                     | 16.68        |
| 475/1 | DI MURAGLIONE             | Innesto sulla SP 476/2 nei pressi di Fontevena - innesto sulla SP 476/2 nei pressi di Piedivalle                                                                                  | 11.75        |
| 476/1 | DI NORCIA                 | Innesto sulla SS 685 - Savelli - Civita di Cascia - Confine con la provincia di Rieti (dove continua come SP 17 verso Cittareale)                                                 | 20.5         |
| 476/2 | DI NORCIA                 | Innesto sulla SP 476/1 nei pressi di Norcia - Sant'Angelo - Campi di Norcia - Preci - Confine con la provincia di Macerata nei pressi della Ex SS 209 nei pressi di Pontechiusita | 21.86        |
| 476/3 | DI NORCIA                 | Innesto sulla SP 476/2 nei pressi di Preci - Saccovescio - innesto sulla Ex SS 209                                                                                                | 4.85         |
| 476/4 | DI NORCIA                 | Innesto sulla SP 476/2 - Preci | 1.07         |
| 477/1 | DI CASTELLUCCIO DI NORCIA | Innesto sulla SS 685 - Confine con la provincia di Ascoli Piceno nei pressi di Forca Canapine (dove continua come SP64)                                                           | 13.6         |
| 477/2 | DI CASTELLUCCIO DI NORCIA | Innesto sulla SP 477/1 nei pressi di Forca Canapine - Castelluccio di Norcia - confine con la provincia di Macerata (dove continua come SP 136)                                   | 12.60        |
| 477/3 | DI CASTELLUCCIO DI NORCIA | Innesto sulla SP 472/2 nei pressi di Castelluccio di Norcia - confine con la provincia di Ascoli Piceno nei pressi di Forca Presta                                                | 6.50         |
| 478/1 | DI SAN PELLEGRINO         | Innesto sulle SP 476/1 e SP477/1 - San Pellegrino - innesto sulla SP 476/1 nei pressi di Piediripa                                                                                | 7.19         |
| 479/1 | DI RUSCIO                 | Innesto sulla SS 471 nei pressi di Ruscio - Trivio | 3.15         |